# Dorsaal (fonetiek)
Een dorsaal is in de fonetiek een medeklinker die wordt gearticuleerd met het middenstuk van de tong. 
Het dorsale stuk van de tong beslaat een groot deel van de mond, van het harde verhemelte (de palataal) en de flexibele velum (velaar) tot de huig (uvulaar). Deze locaties moeten soms iets nauwkeuriger worden gedefinieerd zoals post-velaar, pre-velaar en pre-palataal. 
Omdat het puntje van de tong kan omkrullen en zo het harde verhemelte aanraken, worden klanken die zo worden gevormd ook wel dorso-palataal genoemd.